# Ивоар
 Тази статия е за селището в Белгия.  За известното средновековно селище във Франция вижте Ивоар (Франция).  
Ивоар (на френски: Yvoir) е селище в Южна Белгия, окръг Динан на провинция Намюр. Населението му е около 8500 души (2006).